# جون إتش. ستيفنز
جون إتش. ستيفنز هو سياسي أمريكي، ولد في 13 يونيو 1820، وتوفي في 28 مايو 1900. انتخب عضو مجلس ولاية مينيسوتا ‏ وانتخب عضو مجلس نواب مينيسوتا ‏.